# Plethodon cylindraceus
Espèce
Synonymes
- Salamandra cylindracea Harlan, 1825

Statut de conservation UICN

 LC  : Préoccupation mineure
Plethodon cylindraceus est une espèce d'urodèles de la famille des Plethodontidae.

## Répartition
Cette espèce est endémique des États-Unis. Elle se rencontre en Virginie, dans l'est de la Virginie-Occidentale, en Caroline du Nord et en Caroline du Sud.

## Publication originale
- Harlan, 1825 : Description of a variety of the Coluber fulvius, Linn. a new species of Scincus, and two new species of Salamandra. Journal of the Academy of Natural Sciences of Philadelphia, vol. 5, p. 154-158 (texte intégral).